# Чкаловский район (Казахстан)
Чка́ловский райо́н — административная единица на севере Казахстана в составе Северо-Казахстанской и Кокчетавской областей, существовавшая в 1939—1997 годах.

## История
Чкаловский район с административным центром в селе Чкалово был образован в составе Северо-Казахстанской области Казахской ССР согласно Указу Президиума Верховного Совета Казахской ССР от 16 октября 1939 года. Находился в центральной части области.
Указом Президиума Верховного Совета Казахской ССР от 15 марта 1944 года район передан во вновь образованную Кокчетавскую область (с 1992 года — Кокшетауская область) Казахской ССР (с 1991 года — Республика Казахстан). Находился в северной части области.
22 октября 1955 года часть территории Чкаловского района была передана в новый Ленинградский район.
2 мая 1997 года Указом Президента Республики Казахстан Чкаловский район упразднён, его территория вошла в состав Тайыншинского (бывшего Красноармейского района) Кокшетауской области, а 3 мая 1997 года вся территория Кокшетауской области, в том числе и Тайыншинский район, присоединена к Северо-Казахстанской области.